# 岡田よしたか
岡田 よしたか（おかだ よしたか、1956年 - ）は日本の絵本作家。奈良県在住。

## 経歴
大阪府出身。奈良県大和郡山市在住。愛知県立芸術大学油絵科卒業。地球儀などの教材メーカーや共同保育所などに勤務する。画家として個展・グループ展などを重ね、私家版での画集も発行する。
2001年に『おーいペンギンさーん』で絵本作家としてデビュー。
2009年の創作童話集『特急おべんとう号』以後、食べものをリアルタッチに擬人化し、軽妙な大阪弁の文章でナンセンスなユーモアを発揮する作風を確立する。
2011年の『ちくわのわーさん』は3万5千部を超えるヒット作となり、第3回リブロ絵本大賞を受賞。
30代の頃、弟子をとったことがあり、その人物は後に写真家となった武壮隆志である。

## 著作
- おーいペンギンさーん（福音館書店、2001年）
- 特急おべんとう号（福音館書店、2009年）
- ちくわのわーさん（ブロンズ新社、2011年）
- うどんのうーやん（ブロンズ新社、2012年）
- こんぶのぶーさん（ブロンズ新社、2013年）
- ハブラシくん（ひかりのくに、2013年）
- とてもおおきなサンマのひらき（ブロンズ新社、2013年）
- くしカツさんちは まんいんです（PHP研究所、2013年）
- いっしょにあそばへん？（金の星社。2014年）
- ぴょんぴょんガエルくん（ひかりのくに、2014年）
- そらとぶてっぱん（ひかりのくに、2015年）
- はずかしがりやのバナナくん（PHP研究所、2015年）
- ぼくらはうまいもんフライヤーズ（ブロンズ新社、2016年）
- たのしいひっこし（小学館、2016年）
- ぼくはいったいなんやねん（佼成出版社、2016）
- チェメレンコ王立美術アカデミーの軌跡 岡田よしたか絵画集 ３（東方出版、2016年）
- もうあかん！（学研プラス、2016年）
- オニのきもだめし（小学館、2017年）
- ジャンケンの神さま（小学館、2017年）
- すすめ！かいてんずし（ひかりのくに、2017年）
- おべんとうばこのなかから はらぺこしりとり（世界文化社、2017年）
- だいこんさんおふろにはいる（PHP研究所、2018年）
- さくらもちのさくらこさん（ブロンズ新社、2019年）
- そうめんソータロー（ポプラ社、2019年）
- おにぎりにはいりたいやつよっといで（佼成出版社、2019）
- サンドイッチにはさまれたいやつよっといで（佼成出版社、2020）
- オニのふろめぐり（小学館、2020年）
- おいものもーさん（ブロンズ新社、2021年）
- どせいじんくん（出版ワークス、2021年）
- おせんべいわれた出版ワークス、2021年）
- イカにんじゅつ道場 ただいま弟子ぼしゅうちゅう（福音館、2022年）
- ほのかちゃんえき（国土社、2023年）
- だじゃれべんとう（佼成出版社、2023）
- おつきさんでおもちつき（ひかりのくに、2023年）
- フルーツパフェをちゅうもんしました（PHPわたしのえほん、2024年）